# ヘルウェティイ族

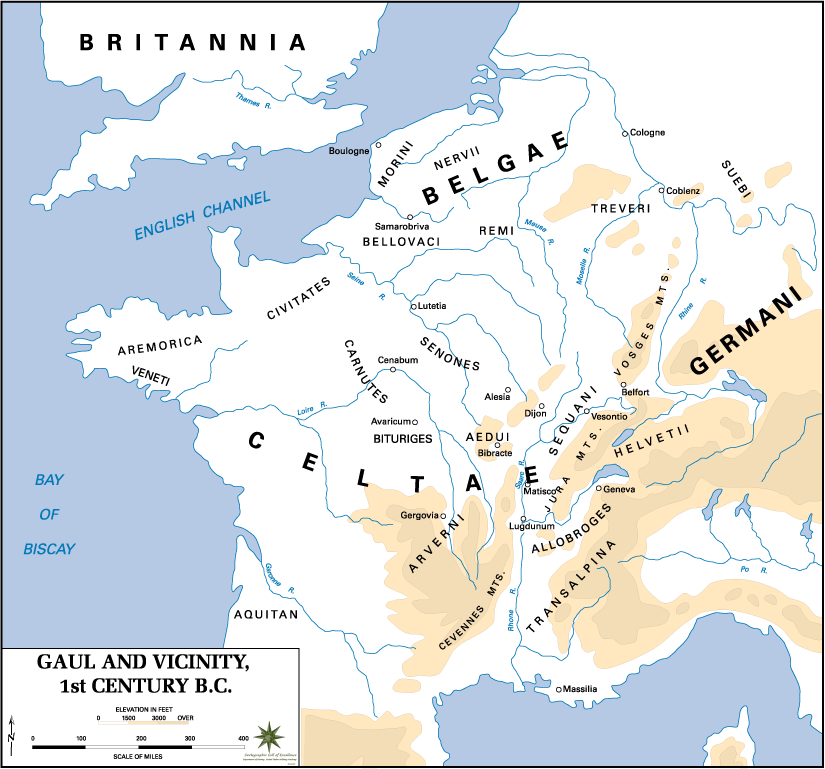
紀元前1世紀ごろのガリア

ヘルウェティイ族（Helvetii）は、現在のスイスから南ドイツにかけて居住していたガリア人の部族。スイスの古名であるヘルヴェティア（Helvetia）はこの部族に由来する。

## 歴史
ガイウス・ユリウス・カエサルの『ガリア戦記』によれば、紀元前1世紀、ヘルウェティイ族はスエビ族の攻撃を受けていた。当時の族長であったオルゲトリクス (Orgetrix) は、部族を率いて西方へ逃れることを決定した。そのためには、当時ローマの属州であったガリア・ナルボネンシス（現在のプロヴァンス一帯）を通過しなくてはならなかった。オルゲトリクスは属州総督のカエサルに通過許可を求めたが、カエサルはこれを拒絶した。オルゲトリクスは強引に突破する決意をし、これがガリア戦争の契機となった。
『ガリア戦記』によれば、この時のヘルウェティイ族の全人口は390,000人で、うち110,000人が武器を持てる成年男子だった。対してカエサル率いるローマ軍は、6個軍団29,000人だった。カエサルは新たに2個軍団を動員した。
ヘルウェティイ族が移動を始める前にオルゲトリクスは亡くなった。ヘルウェティイ族は全ての村を燃やし、持てるだけの食料と財物を持って移動を開始した。そしてアエドゥイ族の町ビブラクテの付近でローマ軍に攻撃された。ヘルウェティ族は敗れ、およそ6割が殺され、2割が捕虜となり、残りは四散しヘルヴェティアに戻らざるをえなかった。捕らえられたヘルウェティイ族は奴隷として売却されるかカエサルの軍団に吸収された。
紀元前52年、アルウェルニ族のウェルキンゲトリクスがローマに対して決起したとき、10,000人のヘルウェティイ族が従った。